# Insaniyat Ke Dushman
Pour plus de détails, voir Fiche technique et Distribution.
Insaniyat Ke Dushman, littéralement en français : Ennemis de l'humanité, est un film policier du cinéma indien, en langue hindoue, réalisé et produit en 1986, par Rajkumar Kohli (en). Il sort en salle le 2 janvier 1987. Le film met en vedette Dharmendra, Shatrughan Sinha (en), Dimple Kapadia, Raj Babbar (en) et Anita Raj. Il est consacré à un officier de police (Dharmendra) dévoué qui s'oppose à un gang de trafiquants de drogue.

## Fiche technique
Sauf indication contraire, les informations mentionnées dans cette section peuvent être confirmées par la base de données cinématographiques IMDb,  présente dans la section « Liens externes ».
- Titre : Insaniyat Ke Dushman
- Réalisation : Ravi Shankar Sharma
- Scénario : Talat Rekhi
- Langue : Hindi
- Genre : Film policier
- Durée : 145 minutes (2 h 25)
- Dates de sorties en salles :
  -  Inde : 2 janvier 1987

## Distribution
- Dharmendra : Inspecteur Shekhar Kapoor
- Shatrughan Sinha (en) : L'avocat Kailashnath
- Raj Babbar (en) : Ajay Verma
- Smita Patil : Laxmi
- Dimple Kapadia : Shilpa
- Anita Raj : Shashi
- Iftekhar (en) : Officier supérieur de police
- Shakti Kapoor :  Shakti Singh
- Amjad Khan : Pratap Singh
- Kader Khan : Jagmohan
- Sumeet Saigal (en) : Prakash, le demi-frère de Shekhar